# Сикорскис, Ромуальдас Александрович
Ромуальдас Александрович Сикорскис — советский хозяйственный, государственный и политический деятель. Министр финансов Литвы (1990—1991).

## Биография
Родился в 1926 году в Каунасе. Член КПСС.
С 1946 года — на хозяйственной, общественной и политической работе. В 1946—1997 гг. — бухгалтер, экономист в Каунасе, студент Ленинградской высшей школы финансов, заместитель министра финансов Литовской ССР, министр финансов Литовской ССР (1953-1990), министр финансов Первого правительства Литовской Республики (1990-1991), член Вильнюсского городского муниципального совета, заместитель мэра Вильнюса.
Избирался депутатом Верховного Совета Литовской ССР 5-12-го созывов.
Депутат Сейма Литовской Республики с 1996 года до своей смерти.
Умер в Вильнюсе в 1997 году.